# Idaea urcitana
Idaea urcitana är en fjärilsart som beskrevs av Ramon Agenjo Cecilia 1952. Idaea urcitana ingår i släktet Idaea och familjen mätare. Inga underarter finns listade i Catalogue of Life.